# Doctrina del sudor de la frente

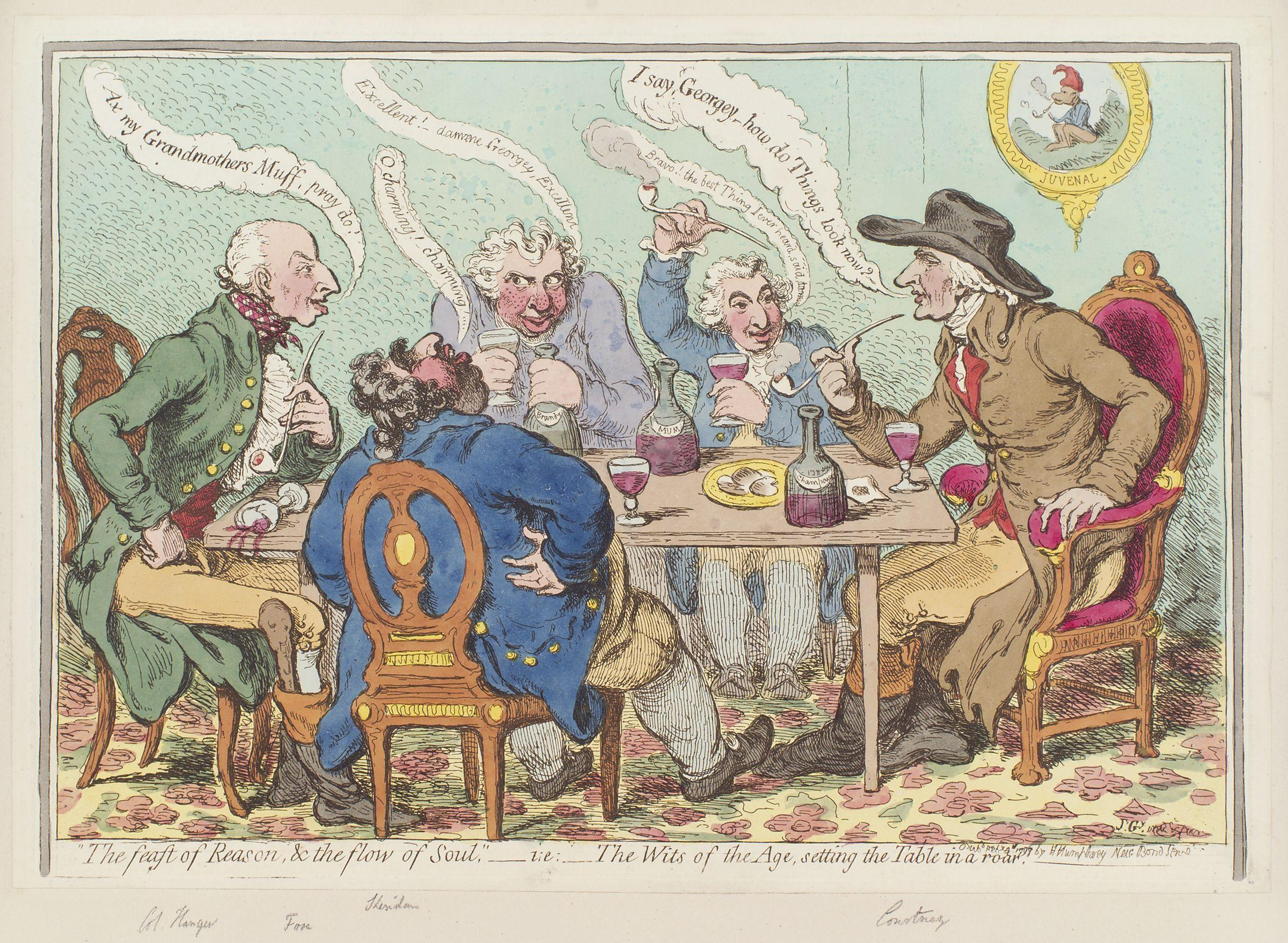
Como James Gillray, el artista de esta pintura de 1797, murió en 1815, sus obras se encuentran en el dominio público en todo el mundo. Aun así, bajo la doctrina del «sudor de la frente», se podrían hacer nuevas declaraciones de derechos de autor sobre reproducciones mecánicas de la pintura, debido a la técnica y trabajo involucrados en la reproducción.

El sudor de la frente («sweat of the brow» en inglés) es una doctrina legal de propiedad intelectual, principalmente en materia de derechos de autor. De acuerdo con esta doctrina, un autor gana derechos a través de su simple diligencia durante la creación de una obra, como una base de datos o una guía. No se exige creatividad sustancial u «originalidad».
Bajo la doctrina del «sudor de la frente», el creador de una obra con derechos de autor, aunque sea no completamente original, tiene derecho a que se proteja su esfuerzo y gasto, y nadie más puede utilizar tal trabajo sin permiso, sino que tiene que recrear el trabajo por investigación o esfuerzo independiente. El ejemplo clásico es una guía telefónica. En una jurisdicción que aplica el «sudor de la frente», la guía no se podría copiar, pero un competidor podría recoger la misma información de manera independiente para crear otra guía. La misma regla se aplica generalmente a las bases de datos y a listas de hechos.
Las jurisdicciones de derecho civil tradicionalmente han utilizado el concepto similar pero no idéntico de «droit de auteur». La legislación europea tiende a armonizar la protección de la propiedad intelectual en todos los Estados miembros y la doctrina adquiere una mayor influencia. En la Directiva europea 96/9/CE sobre la protección jurídica de las bases de datos, los Estados miembros de la UE están obligados a otorgar una protección conocida como derecho sui generis sobre bases de datos no originales, es decir, que no comprenden nada de creatividad, pero que son consecuencia de una inversión sustancial (financiera, mano de obra, etc.).

## Etimología
En el inglés tradicional, «sweat of the brow» (el «sudor de la frente») se refiere al esfuerzo realizado en el trabajo y al valor creado por el mismo. La frase hace referencia a la cita bíblica de Génesis 3:19 («Te ganarás el pan con el sudor de tu frente»).

## Por país

### Estados Unidos
Los Estados Unidos rechazaron esta doctrina el 1991, en el caso Feist Publications v. Rural Telephone Service de la Corte Suprema de los Estados Unidos; hasta entonces se había mantenido en un cierto número de casos de derechos de autor al país.
En virtud de la sentencia Feist en los Estados Unidos, las meras colecciones de hechos se consideran poco originales y por lo tanto no están protegidos por el derecho de autor, no importa cuánto trabajo haya sido hecho al recogerlos. La disposición y la presentación de una colección puede ser original, pero no si es «simple y obvia», como una lista por orden alfabético o cronológica.

### Reino Unido
En virtud de la Copyright, Designs and Patents Act de 1988, para que los derechos de autor subsistan en una obra, el trabajo tiene que ser original. Sin embargo, los tribunales no han adoptado una lectura literal de este requisito. Por más de cien años, los tribunales ingleses han sostenido que un gasto significativo de mano de obra es suficiente.
La consecuencia de esto es que si A hace una obra, sobre la cual subsisten derechos de autor, y B posteriormente añade su habilidad, juicio y trabajo, cambiando la forma del trabajo de A, B tendrá potencialmente unos derechos de autor sobre el trabajo que produce. Esto sugiere que los derechos de autor no son sólo para proteger ideas, porque uno puede adquirir derechos de autor gastando habilidad, trabajo y juicio, aunque sin creatividad o inventiva.

### Israel
La ley israelí exige que la obra exhiba cierto umbral de originalidad para ser registrable como propiedad intelectual. En otras palabras, la ley israelí no se subscribe a la doctrina del «sudor de la frente». Aun así, la cantidad de originalidad exigida es mínima.